# Маяк (Дніпровський район)
Мая́к (до 2016 — Червоний Маяк) — село в Україні, у Солонянській селищній громаді Дніпровського району Дніпропетровської області. Населення станом на 2021 рік — 374 мешканці.

## Географія
Село Маяк розміщене на правому березі річки Мокра Сура, вище за течією на відстані 1,5 км є село Новотарасівка, нижче за течією на відстані 2,5 км розташоване село Трудолюбівка. По селу протікає висихний струмок із загатою.

## Населення

### Мова
Розподіл населення за рідною мовою за даними перепису 2001 року:
| Мова            | Кількість | Відсоток |
| --------------- | --------- | -------- |
| українська      | 364       | 94.79%   |
| російська       | 19        | 4.95%    |
| інші/не вказали | 1         | 0.26%    |
| Усього          | 384       | 100%     |